# Cantó de Renwez
El cantó de Renwez és un cantó francès del departament de les Ardenes, situat al districte de Charleville-Mézières. Té 15 municipis i el cap és Renwez.

## Municipis
- Arreux
- Cliron
- Ham-les-Moines
- Harcy
- Haudrecy
- Lonny
- Les Mazures
- Montcornet
- Murtin-et-Bogny
- Remilly-les-Pothées
- Renwez
- Saint-Marcel
- Sécheval
- Sormonne
- Tournes

## Història
| Data d'elecció                           | Identitat                | Partit           | Qualitat |
| ---------------------------------------- | ------------------------ | ---------------- | -------- |
| 1945-1973                                | Max Demaugre             | SFIO, després PS |          |
| 1973-1979                                | Jean-Raphaël Bourguignon | UDR, després RPR |          |
| 1979-1985                                | Gérard Drumel            | PS               |          |
| 1985-1998                                | Jeanine Vastine-Diot     | RPR              |          |
| 1998-                                    | Gérard Drumel            | Divers gauche    |          |
| les dades anteriors no són pas conegudes |                          |                  |          |
|                                          |                          |                  |          |

## Demografia
| A partir de 1990: Població sense dobles comptes |